# Machel Cedenio
Machel Cedenio (ur. 6 września 1995 w Point Fortin) – trynidadzko-tobagijski lekkoatleta specjalizujący się w biegach sprinterskich.
Jako junior, zdobywał medale CARIFTA Games. W 2010 zdobył srebrny medal mistrzostw Ameryki Środkowej i Karaibów juniorów młodszych w biegu na 400 metrów, a rok później podczas mistrzostw świata juniorów młodszych był na tym dystansie czwarty (w sztafecie szwedzkiej zespół Trynidadu i Tobago był na tej imprezie szósty). Dwukrotny złoty medalista mistrzostw Ameryki Środkowej i Karaibów juniorów młodszych z 2012. Na mistrzostwach świata juniorów w Barcelonie (2012) był piąty w biegu na dystansie 400 metrów oraz wraz z kolegami zdobył brązowy medal w sztafecie 4 × 400 metrów. W 2013 zdobył złoto mistrzostw Ameryki Środkowej i Karaibów w biegu rozstawnym 4 × 400 metrów. Brązowy medalista IAAF World Relays 2014. W tym samym roku w Eugene został mistrzem świata juniorów w biegu na 400 metrów. Złoty (w sztafecie 4 × 400 metrów) oraz srebrny (w biegu na 400 metrów) medalista igrzysk panamerykańskich w Toronto (2015). Podczas rozgrywanych w Pekinie mistrzostwach świata wraz z kolegami z reprezentacji wywalczył srebrny medal, a indywidualnie zajął 7. miejsce w finale biegu na 400 metrów. W 2016 zajął 4. miejsce na dystansie 400 metrów podczas igrzysk olimpijskich w Rio de Janeiro. Rok później sięgnął po złoto w sztafecie 4 × 400 metrów na mistrzostwach świata w Londynie.
Rekord życiowy: bieg na 400 metrów – 44,01 (14 sierpnia 2016, Rio de Janeiro) rekord Trynidadu i Tobago.